# Alexander Rich
Alexander Rich fue un biólogo y biofísico estadounidense. Fue profesor de biofísica William Thompson Sedgwick en el MIT (desde 1958) y en la Facultad de Medicina de Harvard. El Dr. Rich se licenció (magna cum laude) y se doctoró (cum laude) en la Universidad de Harvard. Fue postdoctoral de Linus Pauling junto con James Watson. Durante este tiempo fue miembro del RNA Tie Club, un grupo social y de debate que atacaba la cuestión de cómo el ADN codifica las proteínas. Tiene más de 600 publicaciones.
Reconocido internacionalmente por sus contribuciones a la biología molecular de los ácidos nucleicos, de los que ha determinado su estructura tridimensional y ha investigado su actividad en los sistemas biológicos. Es ampliamente conocido por su trabajo en dilucidar la estructura tridimensional del ARN de transferencia, que es un componente del mecanismo de síntesis de proteínas, y por su descubrimiento de una forma zurda de ADN, el Z-ADN. 
Es miembro de la Academia Nacional de Ciencias, de la Sociedad Filosófica Americana, la Academia Pontificia de las Ciencias, Roma, y miembro extranjero de la Academia Francesa de Ciencias, de París y del Institute of Medicine. 
Se licenció en el Harvard College en 1947 y se doctoró en Harvard Medical School en 1949. El Dr. Rich ha recibido varios doctorados honoris causa, uno de los más recientes por la Freie Universitat (Alemania).
El Dr. Rich ha sido Director de la empresa Repligen desde mayo de 1981 y director de Alkermes, Inc. y Profectus Biosciences, Inc.
En 2008 recibió el premio Welch en química.